# Dichlorure de zirconocène
Le dichlorure de zirconocène est un complexe organozincique de formule chimique (η5-C5H5)2ZrCl2. Constitué d'un atome central de zirconium entouré de deux ligands cyclopentadiényle et de deux ligands chlorure, c'est un solide beige diamagnétique relativement stable dans l'air.

## Structure
Le dichlorure de zirconocène adopte une structure en « coquille de palourde » où les cycles Cp ne sont pas parallèles, l'angle moyen Cp-Zr-CP étant de 128°. L'angle Cl-Zr-Cl est lui de 97,1°, plus large que dans le dichlorure de niobocène (85,6°) ou le dichlorure de molybdocène (82°). Cette tendance a aidé à établir l'orientation de la HO (HOMO) pour cette classe de complexes.

## Synthèse
Le dichlorure de zirconocène peut être synthétisé à partir du complexe chlorure de zirconium(IV)-THF et du  cyclopentadiénure de sodium NaCp :
ZrCl4(THF)2 + 2 NaCp ⟶ Cp2ZrCl2 + 2 NaCl + 2 THF.

## Réactions

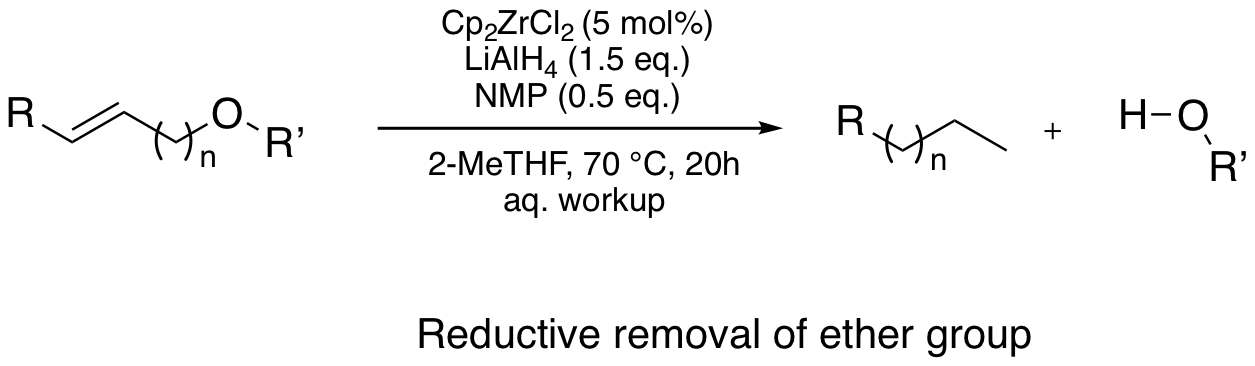
Le dichlorure de zirconocène forme avec l'aluminohydrure de lithium le réactif de Schwartz utilisé dans la réaction ci-dessus.

Le dichlorure de zirconocène réagit avec le aluminohydrure de lithium pour donner le réactif de Schwartz Cp2ZrHCl :
4 (η5-C5H5)2ZrCl2 + LiAlH4 ⟶ 4 (η5-C5H5)2ZrHCl + « LiAlCl4 ».
Comme le tétrahydruroaluminate de lithium est un réducteur fort, une sur-réduction peut se produire et donner le complexe dihydrido Cp2ZrH2 ; le traitement du mélange final par le dichlorométhane permet de le reconvertir en réactif de Schwartz.

## Applications
Le dichlorure de zirconocène peut être utilisé pour effectuer une hydrozirconation.